# آندریا بارتیشویلی
آندریا بارتیشویلی (گرجی: ანდრია ბართიშვილი؛ زادهٔ ۳۰ مارس ۲۰۰۹) بازیکن فوتبال اهل گرجستان است که در حال حاضر برای کولختی ۱۹۱۳ در پست هافبک بازی می‌کند.
وی همچنین در تیم‌های ملی فوتبال زیر ۱۶ سال و زیر ۱۷ سال گرجستان بازی کرده است.

## دوران باشگاهی
بارتیشویلی محصول آکادمی جوانان دینامو تفلیس است. او زمانی که تنها ده سال داشت، به‌عنوان بهترین بازیکن جام Bendela در سال ۲۰۱۸ که میان تیم‌های زیر ۱۰ و زیر ۱۱ سال برگزار شد، انتخاب شد. پاییز بعد، بارتیشویلی نخست در جام وحدت قابالا به‌عنوان بهترین مهاجم و گل‌زن مسابقات درخشید، و سپس در تورنمنت جام Ateitis برای ردهٔ زیر ۱۱ سال که به میزبانی لیتوانی برگزار شد، به‌عنوان بهترین هافبک انتخاب شد.
در سال ۲۰۲۲، زمانی که تیم زیر ۱۳ سال دینامو در یک تورنمنت بین‌المللی در باتومی قهرمان شد، بارتیشویلی به‌عنوان بهترین بازیکن انتخاب شد.
در آوریل ۲۰۲۳، بارتیشویلی در حالی در ایتالیا عنوان بهترین بازیکن یک رقابت بین‌المللی را دریافت کرد که تیم زیر ۱۴ سال او در جایگاه چهارم ایستاد. یک سال بعد، در مراسم سالانهٔ جوایز که توسط فدراسیون فوتبال گرجستان برگزار شد، مدال نقرهٔ الکساندر چیوادزه برای بازیکنان زیر ۱۷ سال به او اهدا شد.
پس از پیوستن بارتیشویلی به کولختی ۱۹۱۳ پیش از فصل ۲۰۲۵، لا گاتزتا گرجیا او را یکی از شش استعداد نوظهور معرفی کرد که انتظار می‌رود در این فصل بدرخشند. او نخستین بازی‌اش در لیگ اروونولی را در پیروزی ۱–۰ خارج از خانه برابر سامگورالی در ۱ آوریل ۲۰۲۵ انجام داد و با ۱۶ سال و دو روز سن، جوان‌ترین بازیکن این فصل شد.

## دوران ملی
بارتیشویلی ابتدا عضو تیم ملی زیر ۱۵ سال گرجستان بود که در مه ۲۰۲۳ در یک تورنمنت بین‌المللی در ایروان شرکت کرد. یک سال بعد، او به تیم زیر ۱۶ سال برای دیدارهای جام توسعه یوفا که در کیشینف برگزار شد، پیوست.
در سپتامبر ۲۰۲۴، بارتیشویلی برای انجام بازی‌های دوستانهٔ تیم زیر ۱۷ سال برابر اسلواکی و مولداوی فراخوانده شد. او همچنین در تمام پنج بازی مرحلهٔ انتخابی قهرمانی زیر ۱۷ سال اروپا ۲۰۲۵ برای گرجستان در ترکیب اصلی حضور داشت و دو گل به ثمر رساند. نخستین گلش را در ۹ اکتبر ۲۰۲۴ برابر اسلوونی به ثمر رساند.
در ژوئن ۲۰۲۵، بارتیشویلی پس از درخشش فردی و دو گلی که برابر قزاقستان به ثمر رساند، در جریان یک تورنمنت سه‌جانبه در قابالا، «کواراتسخلیا جدید» لقب گرفت.